# Saab 23
Uppslagsordet J 23 omdirigerar hit. För det svenska jaktflygplanet med beteckning J 23 som konstruerades 1921, se FVM J 23.
Saab 23 även känt som Projekt L 23 och senare den militära beteckningen J 23, var ett konventionellt jaktflygplan projekterades av Saab under 1940-talet. Flygplanet hade vissa likheter med jaktflygplanen Messerschmitt Bf 109 och North American P-51 Mustang. 